# 레오네스 델 카라카스
레오네스 델 카라카스(Leones del Caracas)는 베네수엘라 카라카스에 위치한 프로 야구팀이다. 베네수엘라 프로페셔널 베이스볼 리그 소속이며, 에스타디오 유니버시타리오 야구장을 홈구장으로 사용하고 있다. 리그 20회 우승 및 캐리비안 시리즈 2회 우승 기록을 보유하고 있다.

## 야구단 정보
| 감독     | 14 릭 스위트 |
| 코칭스탭 | 50 리키 보네스 (투수 코치) · 35 카를로스 레즈카노 (벤치 코치) · 20 안토니오 아르마스 (배터리 코치) · 66 브라이언 맥언 (보조 뱉너리 코치) · 29 헤수스 에르난데즈 (불펜 코치) · 65 조나단 아레이스 (3루 코치) · 4 다비드 다발리요 (1루 코치) · 60 리그머 모랄레스 (수석 코치) · -- 나탄 브룩스 (트레이닝 코치) · -- 코바 켈리스 (트레이닝 코치) |
| 투수     | 22 호세 아스카니오 · -- 요이머 카마초 · 28 다르윈 쿠빌란 · 59 지안 두케 · 52 에드그머 에스칼로나 · 51 빅토르 가라테 · 10 랜디 잭슨 · 77 빅토 라레즈 · -- 찰스 레히르 · 42 오르버 모레노 · 74 푸-테 니 · 36 헨리 로드리게스 · 73 루이스 산즈 · 55 미겔 소콜로비치 · 69 카를로스 텔러 · -- 저스틴 토마스 · 68 사드 웨버 · 40 조쉬 윌키에        |
| 포수     | 38 라몬 카브레라 · 47 호세 로바톤 · 61 라울 파드론 · 30 요르비트 토리알바 · 81 후안 토레스 |
| 내야수   | 75 헤수스 아구일라 · 57 레오나르도 길 · 9 마르윈 곤잘레스 · 15 헤수스 거드먼 · 31 그레고리오 페티트 · 3 카를로스 리베로 · 5 윌라드미르 수틸 · 54 스테픈 보그트 |
| 외야수   | 48 아드론 체임버스 · 72 호세 두아르테 · 18 더글라스 란다에타 · 7 윌프레도 로메로 · 63 저스틴 루기아노 · 58 코레이 윔벌리 |